# Веркговен
Веркговен (нід. Werkhoven) — місто в нідерландській провінції Утрехт. Входить до муніципалітету Бюннік.
Його площа становить 16,78 км², а населення станом на 2001 рік складало 2 550 осіб.
До 1964 року мало статус окремого муніципалітету.

## Галерея

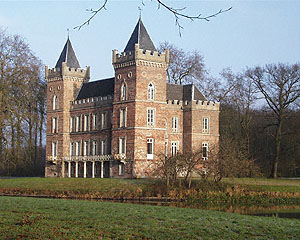
Замок Beverweerd
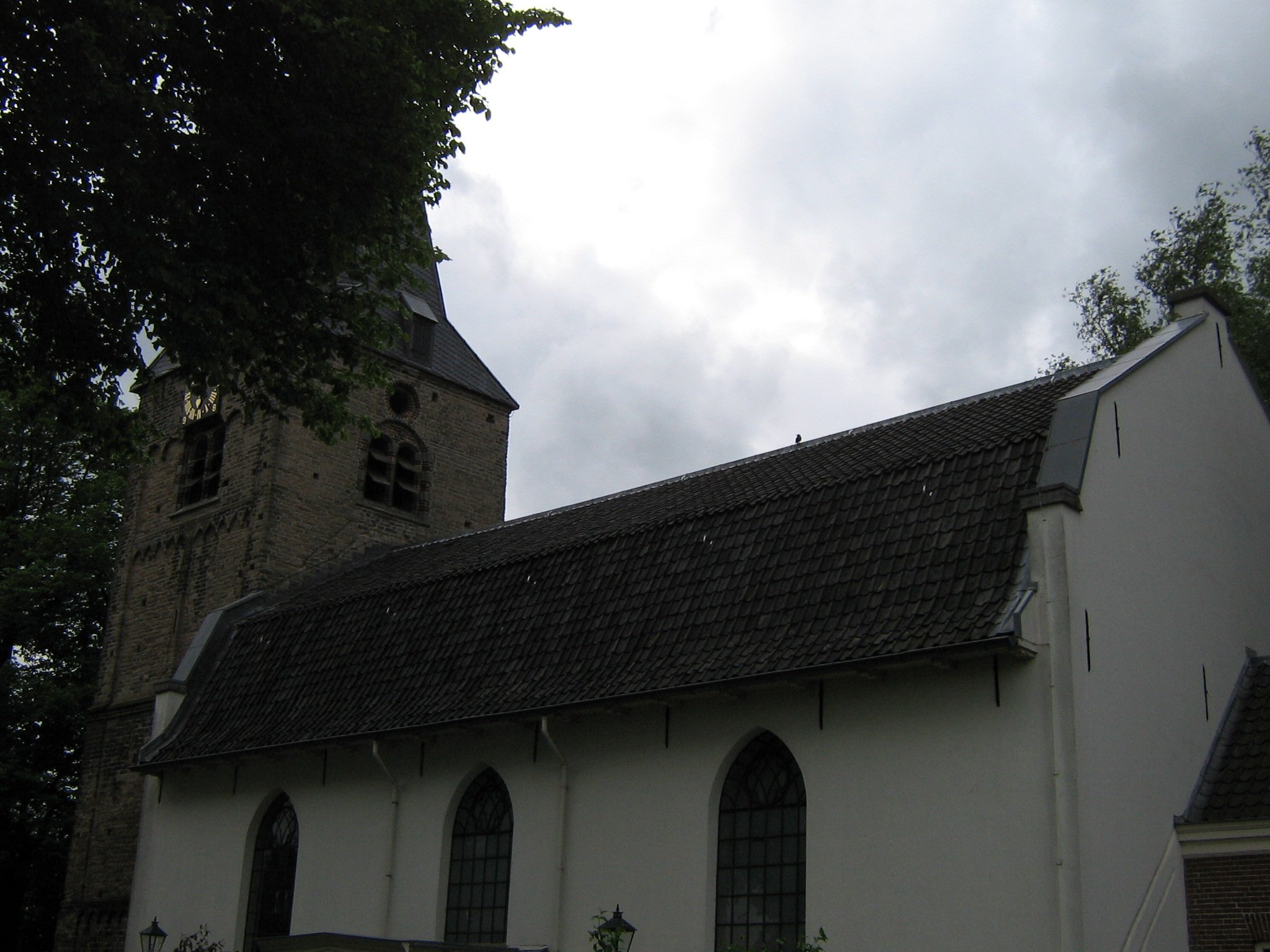
Сільська церква
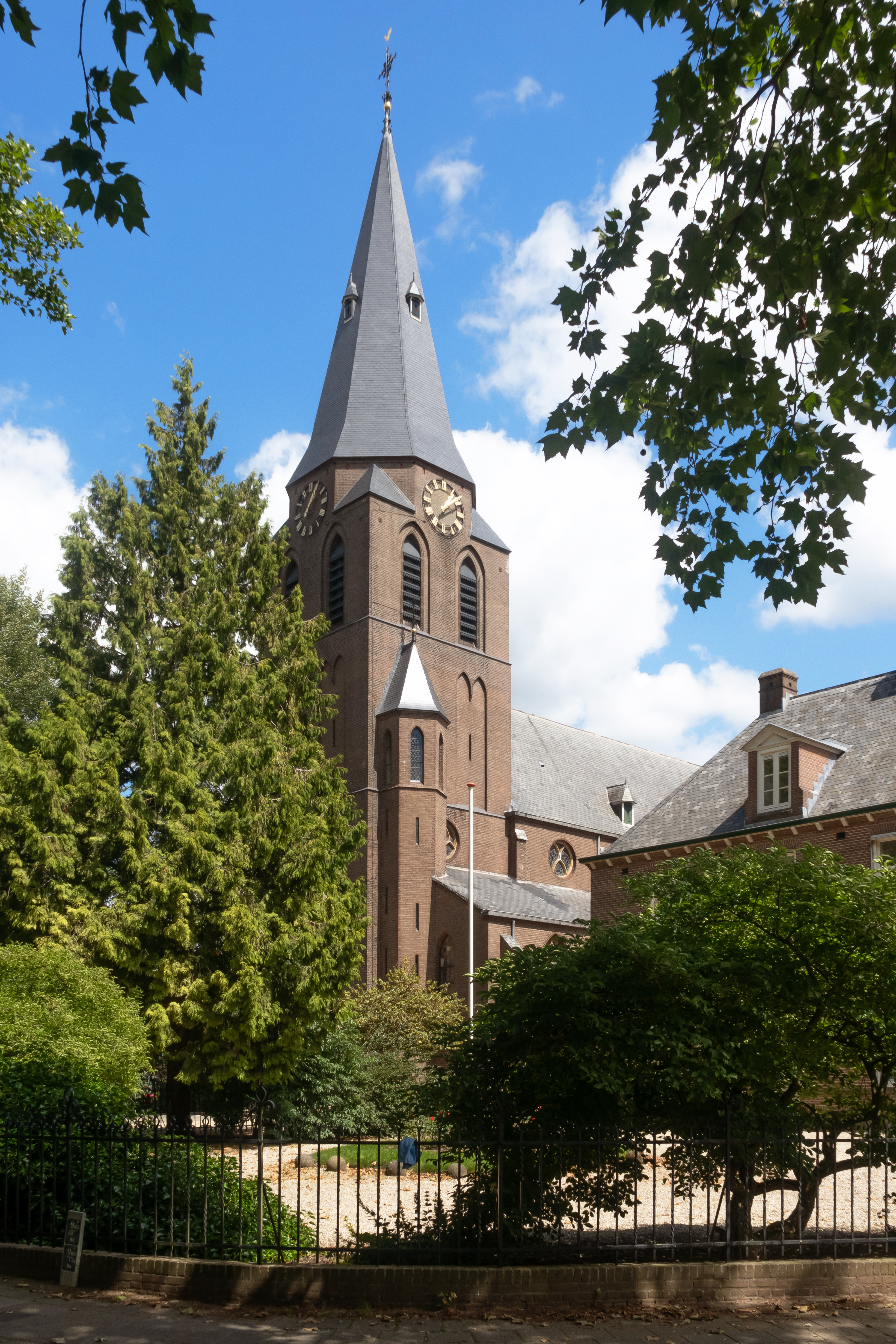
Католицька церква
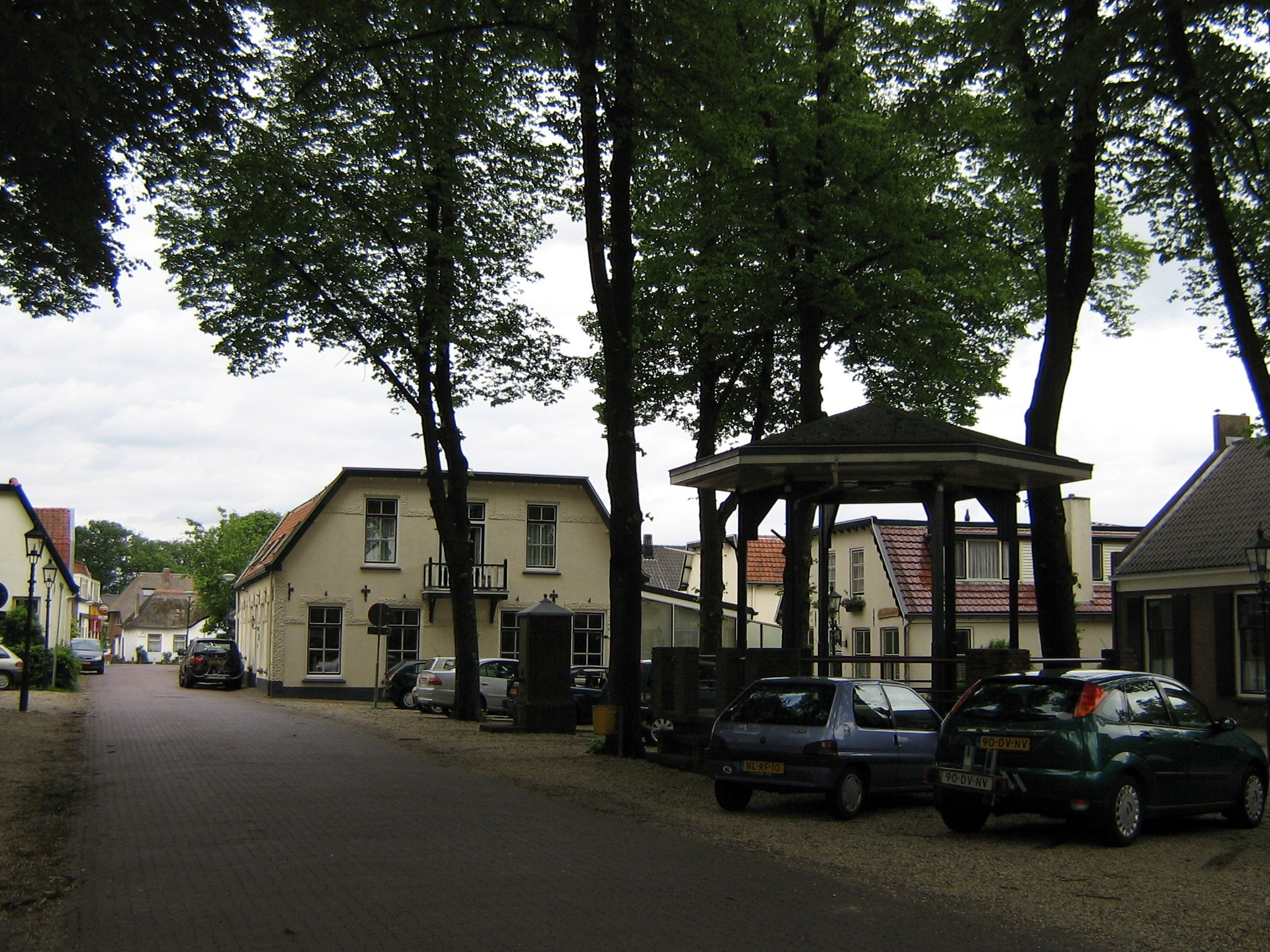
Міська вулиця
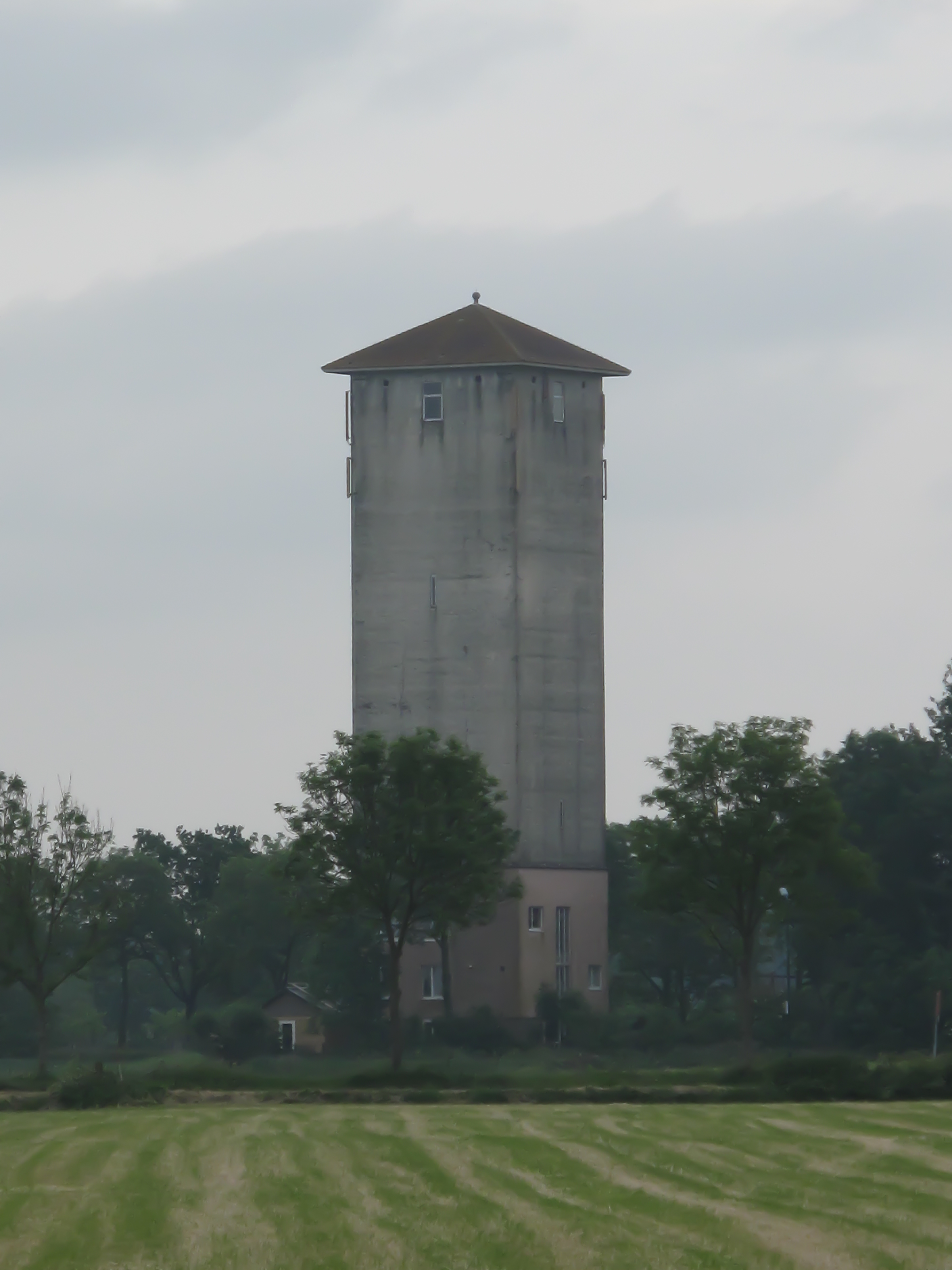
Водонапірна башта